# Pepa Telenti
Pepa Telenti Alvargonzález (Gijón, 8 de febrero de 1957-Gijón, 28 de enero de 2023) fue una periodista española.

## Biografía
Nacida en Gijón, en una familia de cinco hijos: Pepa, Carmen, Ramón, Ana y Jorge.
Tras licenciarse en Ciencias de la Información (rama de Periodismo) en la Universidad Complutense de Madrid (1979), completó su formación universitaria con un máster en Dirección de Comunicación Empresarial e Institucional en la Universidad Autónoma de Barcelona.
Trabajó durante veintiocho años en el periodismo. Fue una de las primeras mujeres en ocupar diversos puestos de dirección. Concretamente fue: redactora jefe de los diarios regionales La Voz de Asturias y El Diario Montañés; subdirectora del diario El Comercio (1996-2004), bajo la dirección primero de Juan Mari Gastaca y después de Juan Carlos Martínez Gauna; directora de la Axencia Galega de Noticias e Imagen Press y jefa de Redacción de Programas de la Radiotelevisión del Principado de Asturias.
Desde 2004 dirigió el gabinete de comunicación de los Cursos de verano de la Universidad de Cantabria. En 2006 trabajó en el departamento de comunicación de Laboral Centro de Arte y Creación Industrial, adaptando la identidad del centro, mejorando su comunicación hacia los diferentes públicos, y diseñando las estrategias de comunicación.También fue responsable de prensa de la Junta General del Principado (2015-2019).
Fue profesora de Redacción Periodística de la licenciatura de Periodismo en la Escuela Superior de Negocios de Asturias.
Estaba casada con Miguel Fanjul de Viedma.
Falleció el 28 de enero de 2023 a los 65 años, a causa de una grave enfermedad que le habían diagnosticado pocos meses antes, en Gijón.
En su funeral Constantino Hevia dijo:

Fue una periodista aguerrida, una mujer de fuertes convicciones, una persona referente en los medios de comunicación, principalmente en la prensa escrita, pero también en la radio, la televisión o la comunicación institucional. Es tanto lo que ha dejado Pepa... Creía mucho en todo lo que hacía, la herencia que recogemos. De dónde creéis que sacó tanta fuerza para abrir tantos caminos y luchar, sobre todo estos últimos meses», desde que le fue diagnosticada la enfermedad que el pasado sábado puso punto y final a su vida».

«Fue tan rápido todo...» lamentaron sus allegados.